# فهرست جایزه‌ها و نامزدی‌های بازی مرکب
بازی مرکب یک مجموعه تلویزیونی محصول کره جنوبی است که در ۱۷ سپتامبر ۲۰۲۱ از نتفلیکس منتشر شد. به دلیل استقبال مثبت منتقدان و محبوبیت عمومی در سراسر جهان، این مجموعه برنده و نامزد جایزه‌های متعددی شده است.

## جوایز و نامزدی‌ها
| سال  | مراسم جوایز                               | دسته                                                                               | نامزد(ها) | نتیجه     | منابع                |
| ---- | ----------------------------------------- | ---------------------------------------------------------------------------------- | --- | --------- | -------------------- |
| ۲۰۲۱ | جوایز گاتهام                              | Breakthrough Series – Long Form                                                    | کیم جی یون و هوانگ دونگ هیوک | برنده     | [ ۱ ] [ ۲ ]          |
| ۲۰۲۱ | جوایز گاتهام                              | اجرای برجسته در یک مجموعه جدید                                                     | لی جونگ جه | نامزدشده  | [ ۱ ] [ ۲ ]          |
| ۲۰۲۱ | جوایز موسیقی هالیوود                      | موسیقی متن - برنامه تلویزیونی/سریال محدود                                          | جونگ جه ایل | برنده     | [ ۳ ]                |
| ۲۰۲۱ | جوایز برگزیده مردم                        | Bingeworthy Show of the Year                                                       | بازی مرکب | برنده     | [ ۴ ] [ ۵ ]          |
| ۲۰۲۱ | رز دیور                                   | برنامه درام                                                                        | بازی مرکب | نامزدشده  | [ ۶ ] [ ۷ ]          |
| ۲۰۲۱ | جوایز انجمن کارگردانان                    | Excellence in Production Design for a One-Hour Contemporary Single-Camera Series   | چه کیونگ سون (برای «گانبو») | برنده     | [ ۸ ] [ ۹ ]          |
| ۲۰۲۱ | جوایز برگزیده منتقدان تلویزیون            | بهترین مجموعه درام                                                                 | بازی مرکب | نامزدشده  | [ ۱۰ ] [ ۱۱ ]        |
| ۲۰۲۱ | جوایز برگزیده منتقدان تلویزیون            | بهترین بازیگر مرد در یک مجموعه درام                                                | لی جونگ جه | برنده     | [ ۱۰ ] [ ۱۱ ]        |
| ۲۰۲۱ | جوایز برگزیده منتقدان تلویزیون            | بهترین مجموعه خارجی زبان                                                           | بازی مرکب | برنده     | [ ۱۰ ] [ ۱۱ ]        |
| ۲۰۲۱ | جوایز ای‌اف‌آی                              | جایزه ویژه                                                                         | بازی مرکب' | برنده     | [ ۱۲ ]               |
| ۲۰۲۱ | جوایز گلدن گلوب                           | بهترین مجموعه تلویزیونی – درام                                                     | بازی مرکب | نامزدشده  | [ ۱۳ ] [ ۱۴ ]        |
| ۲۰۲۱ | جوایز گلدن گلوب                           | بهترین بازیگر مرد – مجموعه تلویزیونی درام                                          | لی جونگ جه | نامزدشده  | [ ۱۳ ] [ ۱۴ ]        |
| ۲۰۲۱ | جوایز گلدن گلوب                           | بهترین بازیگر نقش مکمل مرد – تلویزیون                                              | او یونگ سو | برنده     | [ ۱۳ ] [ ۱۴ ]        |
| ۲۰۲۱ | جوایز انجمن تهیه‌کنندگان آمریکا            | تهیه‌کننده برجسته تلویزیون اپیزودیک – درام                                          | بازی مرکب | نامزدشده  | [ ۱۵ ]               |
| ۲۰۲۱ | جوایز انجمن بازیگران فیلم                 | بهترین اجرای گروه بازیگران در مجموعه درام                                          | لی جونگ جه، پارک هه سو، وی ها جون، هویون جونگ، انوپام تریپاتی، هو سونگ ته، او یونگ سو و کیم جو ریونگ                                    | نامزدشده  | [ ۱۶ ] [ ۱۷ ] [ ۱۸ ] |
| ۲۰۲۱ | جوایز انجمن بازیگران فیلم                 | اجرای برجسته بازیگر مرد در یک مجموعه درام                                          | لی جونگ جه | برنده     | [ ۱۶ ] [ ۱۷ ] [ ۱۸ ] |
| ۲۰۲۱ | جوایز انجمن بازیگران فیلم                 | اجرای برجسته بازیگر زن در یک مجموعه درام                                           | هویون جونگ | برنده     | [ ۱۶ ] [ ۱۷ ] [ ۱۸ ] |
| ۲۰۲۱ | جوایز انجمن بازیگران فیلم                 | اجرای برجسته توسط یک گروه بدلکاری در یک مجموعه تلویزیونی                           | بازی مرکب | برنده     | [ ۱۶ ] [ ۱۷ ] [ ۱۸ ] |
| ۲۰۲۱ | جوایز گلدن ریل                            | دستاورد برجسته در ویرایش صدا – مجموعه ۱ ساعتی – کمدی یا درام – دیالوگ و ای‌دی‌آر     | کانگ هه یونگ، چوی ته یونگ، کیم بیونگ این، یه اون جی (برای «وی‌آی‌پی‌ها»)                                                                   | نامزدشده  | [ ۱۹ ] [ ۲۰ ]        |
| ۲۰۲۱ | جوایز گلدن ریل                            | دستاورد برجسته در ویرایش صدا – مجموعه ۱ ساعتی – کمدی یا درام – جلوه‌های صوتی و فولی | کانگ هه یونگ، جو یه جین، یانگ هه جین، هونگ تک هیون، لی چونگ گیو (برای «وی‌آی‌پی‌ها»)                                                       | نامزدشده  | [ ۱۹ ] [ ۲۰ ]        |
| ۲۰۲۱ | جوایز گلدن ریل                            | دستاورد برجسته در ویرایش صدا – مجموعه ۱ ساعتی – کمدی یا درام – موسیقی              | جونگ جه ایل (برای «چراغ قرمز، چراغ سبز»)                                                                                                | نامزدشده  | [ ۱۹ ] [ ۲۰ ]        |
| ۲۰۲۱ | جوایز انجمن صدای سینما                    | دستاورد برجسته در میکس صدا برای مجموعه تلویزیونی – یک ساعت                         | پارک هیون سو، سرژ پرون، کمرون اسلون (برای «وی‌آی‌پی‌ها»)                                                                                   | نامزدشده  | [ ۲۱ ]               |
| ۲۰۲۱ | جوایز انجمن طراحان لباس                   | برتری در مجموعه تلویزیونی معاصر                                                    | چو سانگ کیونگ (برای «وی‌آی‌پی‌ها») | نامزدشده  | [ ۲۲ ]               |
| ۲۰۲۲ | جوایز انجمن جلوه‌های بصری                  | Outstanding Supporting Visual Effects in a Photoreal Episode                       | جونگ جه هون، کیم هه جین، کیم هیونگ روک، جون سونگ مان (برای «وی‌آی‌پی‌ها»)                                                                  | نامزدشده  | [ ۲۳ ] [ ۲۴ ]        |
| ۲۰۲۲ | جوایز ادی ای‌سی‌ئی                          | بهترین تدوین مجموعه درام                                                           | نام نا یونگ (برای «گانبو») | نامزدشده  | [ ۲۵ ] [ ۲۶ ]        |
| ۲۰۲۲ | جوایز ایندیپندنت اسپیریت                  | بهترین عملکرد بازیگر مرد در یک مجموعه جدید                                         | لی جونگ جه | برنده     | [ ۲۷ ]               |
| ۲۰۲۲ | جایزه برتر گزینش منتقدان                  | بهترین مجموعه اکشن                                                                 | بازی مرکب | برنده     | [ ۲۸ ]               |
| ۲۰۲۲ | جایزه برتر گزینش منتقدان                  | بهترین بازیگر مرد در یک مجموعه اکشن                                                | لی جونگ جه | برنده     | [ ۲۸ ]               |
| ۲۰۲۲ | جایزه برتر گزینش منتقدان                  | بهترین بازیگر زن در یک مجموعه اکشن                                                 | هویون جونگ | برنده     | [ ۲۸ ]               |
| ۲۰۲۲ | جایزه برتر گزینش منتقدان                  | بهترین بازیگر زن در یک مجموعه اکشن                                                 | کیم جو ریونگ | نامزدشده  | [ ۲۸ ]               |
| ۲۰۲۲ | جوایز تلویزیونی بفتا                      | بهترین برنامه بین‌المللی                                                            | بازی مرکب | نامزدشده  | [ ۲۹ ]               |
| ۲۰۲۲ | جوایز تلویزیونی بفتا                      | Virgin TV's Must-See Moment                                                        | «چراغ قرمز، چراغ سبز» | نامزدشده  | [ ۲۹ ]               |
| ۲۰۲۲ | جوایز هنری بکسانگ                         | جایزه بزرگ – تلویزیون                                                              | بازی مرکب | برنده     | [ ۳۰ ] [ ۳۱ ]        |
| ۲۰۲۲ | جوایز هنری بکسانگ                         | بهترین درام                                                                        | بازی مرکب | نامزدشده  | [ ۳۰ ] [ ۳۱ ]        |
| ۲۰۲۲ | جوایز هنری بکسانگ                         | بهترین کارگردان                                                                    | هوانگ دونگ هیوک | برنده     | [ ۳۰ ] [ ۳۱ ]        |
| ۲۰۲۲ | جوایز هنری بکسانگ                         | بهترین بازیگر نقش اول مرد                                                          | لی جونگ جه | نامزدشده  | [ ۳۰ ] [ ۳۱ ]        |
| ۲۰۲۲ | جوایز هنری بکسانگ                         | بهترین بازیگر نقش مکمل مرد                                                         | هو سونگ ته | نامزدشده  | [ ۳۰ ] [ ۳۱ ]        |
| ۲۰۲۲ | جوایز هنری بکسانگ                         | بهترین بازیگر نقش مکمل زن                                                          | کیم جو ریونگ | نامزدشده  | [ ۳۰ ] [ ۳۱ ]        |
| ۲۰۲۲ | جوایز هنری بکسانگ                         | بهترین بازیگر زن تازه‌کار                                                           | هویون جونگ | نامزدشده  | [ ۳۰ ] [ ۳۱ ]        |
| ۲۰۲۲ | جوایز هنری بکسانگ                         | بهترین فیلم‌نامه                                                                    | هوانگ دونگ هیوک | نامزدشده  | [ ۳۰ ] [ ۳۱ ]        |
| ۲۰۲۲ | جوایز هنری بکسانگ                         | جایزه فنی (کارگردانی هنری)                                                         | چه کیونگ سون | نامزدشده  | [ ۳۰ ] [ ۳۱ ]        |
| ۲۰۲۲ | جوایز هنری بکسانگ                         | جایزه فنی (موسیقی)                                                                 | جونگ جه ایل | برنده     | [ ۳۰ ] [ ۳۱ ]        |
| ۲۰۲۲ | جوایز سینمایی و تلویزیونی ام‌تی‌وی          | بهترین برنامه                                                                      | بازی مرکب | نامزدشده  | [ ۳۲ ]               |
| ۲۰۲۲ | جوایز سینمایی و تلویزیونی ام‌تی‌وی          | Best Breakthrough Performance                                                      | هویون جونگ | نامزدشده  | [ ۳۲ ]               |
| ۲۰۲۲ | جوایز تی‌سی‌ای                              | برنامه سال                                                                         | بازی مرکب | نامزدشده  | [ ۳۳ ] [ ۳۴ ]        |
| ۲۰۲۲ | جوایز تی‌سی‌ای                              | دستاورد برجسته در درام                                                             | بازی مرکب | نامزدشده  | [ ۳۳ ] [ ۳۴ ]        |
| ۲۰۲۲ | جوایز تی‌سی‌ای                              | دستاورد انفرادی در درام                                                            | لی جونگ جه | نامزدشده  | [ ۳۳ ] [ ۳۴ ]        |
| ۲۰۲۲ | جوایز تلویزیونی انجمن منقدان هالیوود      | بهترین مجموعه اینترنتی، درام                                                       | بازی مرکب | نامزدشده  | [ ۳۵ ]               |
| ۲۰۲۲ | جوایز تلویزیونی انجمن منقدان هالیوود      | بهترین مجموعه بین‌المللی                                                            | بازی مرکب | برنده     | [ ۳۵ ]               |
| ۲۰۲۲ | جوایز تلویزیونی انجمن منقدان هالیوود      | بهترین بازیگر مرد در یک مجموعه اینترنتی، درام                                      | لی جونگ جه | برنده     | [ ۳۵ ]               |
| ۲۰۲۲ | جوایز تلویزیونی انجمن منقدان هالیوود      | بهترین بازیگر مکمل مرد در یک مجموعه اینترنتی، درام                                 | پارک هه سو | نامزدشده  | [ ۳۵ ]               |
| ۲۰۲۲ | جوایز تلویزیونی انجمن منقدان هالیوود      | بهترین بازیگر مکمل زن در بک مجموعه اینترنتی، درام                                  | هویون جونگ | نامزدشده  | [ ۳۵ ]               |
| ۲۰۲۲ | جوایز تلویزیونی انجمن منقدان هالیوود      | بهترین کارگردانی مجموعه اینترنتی، درام                                             | هوانگ دونگ هیوک (برای «چراغ قرمز، چراغ سبز»)                                                                                            | نامزدشده  | [ ۳۵ ]               |
| ۲۰۲۲ | جوایز تلویزیونی انجمن منقدان هالیوود      | بهترین نویسندگی مجموعه اینترنتی، درام                                              | هوانگ دونگ هیوک (برای «یک روز خوش‌شانس»)                                                                                                 | نامزدشده  | [ ۳۵ ]               |
| ۲۰۲۲ | جوایز سریال اژدهای آبی                    | بهترین درام                                                                        | بازی مرکب | نامزدشده  | [ ۳۶ ]               |
| ۲۰۲۲ | جوایز سریال اژدهای آبی                    | بهترین بازیگر نقش اول مرد                                                          | لی جونگ جه | برنده     | [ ۳۶ ]               |
| ۲۰۲۲ | جوایز سریال اژدهای آبی                    | بهترین بازیگر نقش مکمل مرد                                                         | پارک هه سو | نامزدشده  | [ ۳۶ ]               |
| ۲۰۲۲ | جوایز سریال اژدهای آبی                    | بهترین بازیگر نقش مکمل زن                                                          | کیم جو ریونگ | نامزدشده  | [ ۳۶ ]               |
| ۲۰۲۲ | جوایز سریال اژدهای آبی                    | بهترین بازیگر تازه‌کار زن                                                           | هویون جونگ | برنده     | [ ۳۶ ]               |
| ۲۰۲۲ | جشنواره بین‌المللی فیلم‌های فوق‌العاده بوچون | Series Film Award                                                                  | بازی مرکب | برنده     | [ ۳۷ ]               |
| ۲۰۲۲ | جوایز امی ساعات پربیننده                  | مجموعه درام برجسته                                                                 | کیم جی یون و هوانگ دونگ هیوک | نامزدشده  | [ ۳۸ ]               |
| ۲۰۲۲ | جوایز امی ساعات پربیننده                  | بهترین بازیگر نقش اول مرد در مجموعه تلویزیونی درام                                 | لی جونگ جه (برای «گانبو») | برنده     | [ ۳۸ ]               |
| ۲۰۲۲ | جوایز امی ساعات پربیننده                  | بهترین بازیگر مکمل مرد در مجموعه تلویزیونی درام                                    | پارک هه سو (برای «یک روز خوش‌شانس») | نامزدشده  | [ ۳۸ ]               |
| ۲۰۲۲ | جوایز امی ساعات پربیننده                  | بهترین بازیگر مکمل مرد در مجموعه تلویزیونی درام                                    | او یونگ سو (برای «گانبو») | نامزدشده  | [ ۳۸ ]               |
| ۲۰۲۲ | جوایز امی ساعات پربیننده                  | بهترین بازیگر نقش مکمل زن در مجموعه تلویزیونی درام                                 | هویون جونگ (برای «گانبو») | نامزدشده  | [ ۳۸ ]               |
| ۲۰۲۲ | جوایز امی ساعات پربیننده                  | بهترین کارگردانی برای مجموعه تلویزیونی درام                                        | هوانگ دونگ هیوک (برای «چراغ قرمز، چراغ سبز»)                                                                                            | برنده     | [ ۳۸ ]               |
| ۲۰۲۲ | جوایز امی ساعات پربیننده                  | بهترین نویسندگی برای مجموعه تلویزیونی درام                                         | هوانگ دونگ هیوک (برای «یک روز خوش‌شانس»)                                                                                                 | نامزدشده  | [ ۳۸ ]               |
| ۲۰۲۲ | جایزه امی هنرهای خلاق                     | بهترین بازیگر زن مهمان در مجموعه تلویزیونی درام                                    | لی یو می (برای «گانبو») | برنده     | [ ۳۹ ]               |
| ۲۰۲۲ | جایزه امی هنرهای خلاق                     | طراحی تولید برجسته برای یک برنامه روایی معاصر (یک ساعت یا بیشتر)                   | چه کیونگ سون، کیم اون جه و کیم جونگ گون (برای «گانبو»)                                                                                  | برنده     | [ ۳۹ ]               |
| ۲۰۲۲ | جایزه امی هنرهای خلاق                     | بهترین سینماتوگرافی برای مجموعه تلویزیونی درام تک دوربین (یک ساعت)                 | لی هیونگ دوک (برای «Stick to the Team»)                                                                                                 | نامزدشده  | [ ۳۹ ]               |
| ۲۰۲۲ | جایزه امی هنرهای خلاق                     | بهترین ویرایش تصویر برای مجموعه تلویزیونی درام تک دوربین                           | نام نا یونگ (برای «گانبو») | نامزدشده  | [ ۳۹ ]               |
| ۲۰۲۲ | جایزه امی هنرهای خلاق                     | بهترین موسیقی تم اصلی                                                              | جونگ جه ایل | نامزدشده  | [ ۳۹ ]               |
| ۲۰۲۲ | جایزه امی هنرهای خلاق                     | بهترین جلوه‌های بصری برای یک اپیزود                                                 | چونگ جه هون، کانگ مون جونگ، کیم هه جین، جو هیون جین، کیم سونگ چول، لی جه بوم، شین مین سو، سوک جونگ یون و جون سونگ مان (برای «وی‌آی‌پی‌ها») | برنده     | [ ۳۹ ]               |
| ۲۰۲۲ | جایزه امی هنرهای خلاق                     | بهترین اجرای بدلکار                                                                | لیم ته هون، شیم سانگ مین، کیم چا یی و لی ته یونگ (برای «Stick to the Team»)                                                             | برنده     | [ ۳۹ ]               |
| ۲۰۲۲ | جوایز ساترن                               | بهترین مجموعه تلویزیونی اینترنتی ترسناک/دلهره‌آور                                   | بازی مرکب | نامزدشده  | [ ۴۰ ] [ ۴۱ ]        |
| ۲۰۲۲ | هشتمین جوایز ستارگان ای‌پی‌ای‌ان             | درام سال                                                                           | بازی مرکب | نامزدشده  | [ ۴۲ ]               |
| ۲۰۲۲ | هشتمین جوایز ستارگان ای‌پی‌ای‌ان             | بهترین کارگردان                                                                    | هوانگ دونگ هیوک | نامزدشده  | [ ۴۲ ]               |
| ۲۰۲۲ | هشتمین جوایز ستارگان ای‌پی‌ای‌ان             | جایزه بهترین بازیگر مرد در یک درام اوتی‌تی                                          | لی جونگ جه | نامزدشده  | [ ۴۲ ]               |
| ۲۰۲۲ | هشتمین جوایز ستارگان ای‌پی‌ای‌ان             | جایزه بازیگر برتر مرد در یک درام اوتی‌تی                                            | پارک هه سو | نامزدشده  | [ ۴۲ ]               |
| ۲۰۲۲ | هشتمین جوایز ستارگان ای‌پی‌ای‌ان             | جایزه بازیگر برتر مرد در یک درام اوتی‌تی                                            | او یونگ سو | نامزدشده  | [ ۴۲ ]               |
| ۲۰۲۲ | هشتمین جوایز ستارگان ای‌پی‌ای‌ان             | جایزه بازیگر برتر زن در یک درام اوتی‌تی                                             | لی یو می | نامزدشده  | [ ۴۲ ]               |
| ۲۰۲۲ | هشتمین جوایز ستارگان ای‌پی‌ای‌ان             | بهترین بازیگر مکمل مرد                                                             | هو سونگ ته | برنده     | [ ۴۲ ]               |
| ۲۰۲۲ | هشتمین جوایز ستارگان ای‌پی‌ای‌ان             | بهترین بازیگر تازه‌کار زن                                                           | هویون جونگ | نامزدشده  | [ ۴۲ ]               |
| ۲۰۲۲ | هشتمین جوایز ستارگان ای‌پی‌ای‌ان             | جایزه محبوبیت ستاره، بازیگر زن                                                     | هویون جونگ | نامزدشده  | [ ۴۳ ]               |
| ۲۰۲۵ | جوایز گلدن گلوب                           | بهترین مجموعه تلویزیونی – درام                                                     | بازی مرکب | در انتظار | [ ۴۴ ]               |